# إبراهيم بن مناد العطفاوي
تحريف و تزييف الحقائق الشيخ ابراهيم بن مناد لا علاقة له بالايباضية 

إبراهيم بن مناد العطفاوي (النصف الأوَّل ق: 6 هـ / 12م) هو عالم مسلم ومؤلف إسلامي جزائري.

## حياته ونشأته
إبراهيم بن مناد* العطفاوي  (النصف الأوَّل ق: 6هـ / 12م) من علماء العطف ب ميزاب، عاصر الشيخ باعبد الرحمن الكرثي ، والشيخ بابه السعد الداوي، والشيخ أبا جعفر مسعود.
اجتهد مع هؤلاء العلماء الأعلام في نشر المذهب الإباضي بين واصلية بني ميزاب - ومن المعروف أنَّ الميزاببين كانوا واصلية معتزلة، وظلَّ بعضهم على ذلك المذهب إلى غاية القرن السادس الهجري.
من علماء الخمسين الأولى من المائة السادسة للهجرة, ( 550 هـ) ويعود في أصله لقبيلة زناته البربرية التي سكنت شمال أفريقيا وعمرت في جبال بني مصعب, يعتبر من أشهر علماء العطف القدامى, وقد عاصر الشيخ باعبد الرحمن الكرتي والشيخ بابا السعد الغرداوي والشيخ أبي جعفر مسعود المليكي, وحسب رواية بعض المؤرخين فهو تلميذ العلامة أبى عبد الله محمد بن بكر الفرسطائي، أخد منه مبادئ وأصول العلوم واستزاد و تبحر في الفروع, وقد اجتهد رفقة هؤلاء الأعلام في نشر المذهب الإباضي وتوضيح مبادئه وأحكامه بين الأهالي, الذين كانوا من قبل واصلية معتزلة, و تابع نهج من سبقه في ذلك خاصة أستاذه أبى عبد الله محمد بن بكر.
وللشيخ مساهمة كبيرة في المجال الاجتماعي والإصلاحي, لهذا يعتبر من أبرز الشخصيات التي تحتفظ بها ذاكرة العطفاويين بل أنه محل اهتمام الناس حتى من خارج المنطقة.
زيادة للقيمة الروحية التي حازها الشيخ إبراهيم بن مناد من خلقه و أعماله و نشاطه الدعوي، فإن مقامه الموجود بالعطف زاد له علوا وشأنا وجعله محط الأنظار

## تكريمه
مصلى الشيخ إبراهيم بن مناد يوجد داخل المقبرة التي تعد من أقدم مقابر وادي ميزاب و يقع أسفل قصر العطف من الجهة الجنوبية، و يتكون المصلى من قاعة صغيرة دائرية الشكل نصفها مغمور في الأرض تشكل النواة الأصلية له، كان الشيخ يدرس فيها ويلتقي بطلبته، تم وسعت بقاعة نصف علوية عن سقف المصلى وسطح الأرض كان الشيخ يقضي فيها جل أوقاته، ويتم الدخول إلى هاتين القاعتين عبر قاعة الصلاة.
ونظرا لموقعه المتميز المتكون من أشكال هندسية بسيطة و وجود تلك الفتحات و الكوات بأماكنها المختارة بدقة وألوانه الساطعة، فقد جلب إليه أنظار واهتمام العديد من المهندسين العالميين و الباحثين والفنانين، منهم المهندس المعماري الكبير ( لكوربيزيي ) Le Corbusier الذي استوحى منه عناصره المعمارية و شكله الهندسي لبناء كنيسة ( شبال ديرونشون ( بفرنسا.
المصلى مفتوح على الصحن بأقواس ذات أشكال وأحجام متفاوتة جميلة وبسيطة وبارتفاع متناسب مع قامة الإنسان، و كذا مجموعة من الفتحات ذات أشكال هندسية مختلفة موضوعة على رفوف عريضة محاذية لجدار ضريح الشيخ.
و فيما يخص تقنيات بناء هذا المعلم ، فتتمثل أساسا في المواد المحلية التقليدية كالحجر الممزوج ببلاط الجير لإنشاء الجدران الحاملة، وكذا جذوع النخل كوسيلة لتسقيف الأروقة التي تبدو على أنماط مختلفة .والمبنى ملبس بملاط الجير الذي أنجز بطرق مختلفة ( الأيدي – عرجون النخلة ... ) .
والمبنى يصبغ بانتظام بمادة الجير قصد حمايته من تقلبات الطقس من أجل الحفاظ على نظارة لونه الأبيض الناصع لمدة أطول.
يعود إبراهيم بن مناد في أصله إلى قبيلة زناتة البربرية.